# Vesicularia glaucina
Vesicularia glaucina är en bladmossart som beskrevs av Brotherus 1908. Vesicularia glaucina ingår i släktet Vesicularia och familjen Hypnaceae. Inga underarter finns listade i Catalogue of Life.